# Vásárhelyi Kata
Vásárhelyi Kata (Budapest, 1953. május 8.–) magyar textilművész.

## Életpályája
Édesapja Vásárhelyi Mihály (1926–2017), okleveles gépészmérnök, édesanyja Arnold Judit (1930–) geodéta. Férje Kőmíves István Öthö (1949–2007) grafikusművész volt. Testvérei Vásárhelyi István (1954–) villamosmérnök, Vásárhelyi Tamás (1957–) villamosmérnök és Vásárhelyi Judit (1959–) bábtervező. Fiai Kőmíves András Máté (1979–) és Kőmíves Kristóf (1985–), unokái Kőmíves Boldizsár (2009–) és Kőmíves Boriska (2018–).
1981-ben diplomázott a Magyar Iparművészeti Főiskola Textil Tanszékén. Tanárai: Bakay Erzsébet, Eigel István, Szabó János, Kádár János Miklós.
1981-ben a Textil-iparművészeti Szövetkezetnél szövöttanyag-tervezőként kezdi pályafutását. A későbbiekben az Idea Iparművészeti Vállalat, a Képcsarnok Vállalat, valamint a Domus forgalmazta lakástextiljeit és vegyes technikájú applikált textilképeit.
1982-ben a Fiatal Iparművészek Stúdiója alapító tagja. 1983 óta szabadfoglalkozású textilművész.
1986-ban a Túrkevei Háziipari Szövetkezetnél megbízásra szövött-anyagot tervez. Ugyanebben az évben a Bonyhádi Városi Tanács, város zászló címerét készíti el.
1997-től falikárpit (gobelin) tervezéssel és -szövéssel foglalkozik. Munkái több középületben is megtalálhatók: Bonyhádi Városi Tanács; Hilton Hotel, Budapest; Rege Hotel, Budapest; Budapest Főváros XII. Kerületi Önkormányzata.

## Tagság
- Magyar Alkotóművészek Országos Egyesülete
- KIPE 13: XIII. Kerületi Képző-  és Iparművészeti Egyesület
- Magyar Képzőművészek és Iparművészek Szövetsége

## Főbb díjak, elismerések
- Művelődési Minisztérium alkotói támogatása 1983
- Budapest Főváros XIII. kerületi Önkormányzat felhívására rendezett „Millenniumi Képző- és Iparművészeti Kiállítás” díja 2000
- Kulturális Alapítvány a Textilművészetért 2001
- Szombathelyi Textil triennálé tervpályázata, NKA Alkotói támogatás 2003
- „Balassa Bálint élete és költészete” címmel meghirdetett kortárs kárpitművészeti alkotói pályázat II. díja 2005
- NKA Alkotói támogatás, Polgármesteri Dicséret, Budapest Főváros XIII. Kerületi Önkormányzat 2007
- PELSO ’09 – VII. Országos Kerámia és Gobelin Biennálé MAOE Díja 2009
- Élő Művészetért Alapítvány pályadíja 2010

## Egyéni kiállítások
- Művelődési Központ, Bonyhád 1982
- Duna Galéria, Budapest 1985
- Művelődési Központ – Zalaegerszeg, Művelődési Ház – Soltvadkert, Ferencvárosi Pincegaléria, Budapest 1986
- MÜM Intézet, Székesfehérvár 1987
- Derkovits Terem, Budapest; Aba Novák Terem, Szolnok; Vörösmarty Művelődési Központ, Bonyhád 1990
- „Derengés” – Újlipótvárosi Klub-Galéria, Budapest 2001
- „Solitudo” – Újlipótvárosi Klub-Galéria, Budapest 2010